# Операција Уран
Операција Уран (рус. Операция «Уран») је кодни назив за совјетску стратешку операцију у Другом светском рату. Изведена је у периоду од 19. до 23. новембра 1942, а циљ операције је био окружити немачку Шесту армију, део немачке Четврте тенковске армије и румунску Трећу и Четврту армију које су учествовале у опсади Стаљинграда. Операција је изведена за време битке за Стаљинград и требало је да разбије немачке војне снаге и вратити Совјетима контролу над градом. Планирање операције је започето у септембру 1942. и развијано је упоредо с плановима за окруживање и уништење немачке "Групе армија Центар" и немачких снага на Кавказу. Црвена армија је искористила слабу припремљеност немачке војске за зиму и велику раширеност немачких снага близу Стаљинграда, којима су слабије румунске јединице браниле бокове. Главни смерови напада су били усмерени директно на румунске снаге које се нису могле да се носе са совјетским оклопом због недостатка тешког наоружања.
Због велике дужине фронта коју је направила немачка летња офанзива која је за циљ имала заузимање нафтних поља на Кавказу и Стаљинград, немачке и остале војне јединице Сила Осовине су биле присиљене да бране врло велика подручја. Ситуација је била додатно погоршана немачком одлуком да премести неколико механизованих дивизија са источног фронта у западну Европу. Надаље, јединице у тим подручјима су биле исцрпљене након месеци борби, посебно оне које су се бориле у самом Стаљинграду. Немци су могли само рачунати на 48. тенковски корпус, који је имао снагу једне тенковске дивизије и на 29. пешачку дивизију у резерви како би појачали румунске армије на боковима немачке 6. армије. На супротној страни, Црвена армија је допремила више од милион војника за почетак офанзиве у и око Стаљинграда. Совјетска страна је имала потешкоће у допремању својих јединица до бојишта због покушаја што бољег прикривања њиховог доласка, па су из логистичких разлога касниле. Почетак операција је био заказан за 8. новембар, али је због кашњења премештен на 17. новембар и онда коначно на 19. новембар када је операција и званично отпочела.
Операција је кренула ујутро у 07:20 по московском времену и прве су у напад кренуле снаге смештене на северном боку сила Осовине. Снаге на југу су кренуле дан касније, 20. новембра. Иако су румунске јединице биле у могућности да одбију прве нападе, до краја 20. новембра су Трећа и Четврта румунска армија биле у повлачењу, а Црвена армија је заобишла неколико немачких пешачких дивизија. Немачке мобилне резерве нису биле довољно снажне да парирају совјетском оклопу и тешком наоружању, док 6. армија није реаговала на време како би ослободила немачке оклопне снаге у Стаљинграду и оријентисала их према надолазећој претњи. До краја 22. новембра совјетске су се снаге успеле спојити код града Калача на Дону, окруживши око 290.000 војника који су били источно од реке Дон. Уместо да немачке снаге направе покушај пробоја совјетског обруча, немачки диктатор Адолф Хитлер је одлучио да задржи немачке снаге у Стаљинграду и опскрбљивао их из ваздуха. У међувремену, совјетски и немачки заповедници почели су планирање својих следећих потеза.

## Позадина
Дана 28. јуна 1942, Вермахт је започео своју офанзиву против совјетских снага које су се налазиле испред Групе армија Југ кодног имена "Случај Плаво". Након пробоја совјетске одбране до 13. јула, немачке снаге су окружиле и запоселе град Ростов. Након пада града, Хитлер је поделио немачке снаге које су биле у јужном делу источног фронта с циљем истовременог запоседања Стаљинграда и нафтних поља на Кавказу. Задаћа да освоји Стаљинград је дана Шестој армији, која је одмах кренула према реци Волги и наставила да напредује према граду уз јаку ваздушну потпору Луфтвафеове "Луфтфлоте 4". Два немачка тенковска корпуса су 7. августа напала с бока и окружила совјетске снаге међу којима је било око 50.000 војника и приближно 1000 тенкова, а 22. августа немачке снаге су почеле да прелазе реку Дон и наставиле напредовање према Волги. Следећег дана, уласком делова Шесте армије у предграђа града, почела је битка за Стаљинград.
До новембра, 6. армија је окупирала већи део града, потискујући одбрану Црвене армије до обале Волге. Од ове фазе, због повећане активности совјетских снага на боковима Шесте армије и информација које су добиване испитивањима совјетских заробљеника, постојале су индикације о надолазећој совјетској противофанзиви чији ће главни смерови напада бити усмерени на Вермахтове снаге у околици града. Но упркос томе, немачка команда је и даље намеравала да заврши запоседање Стаљинграда. У ствари, заповедник Главног штаба војске генерал Франц Халдер је у септембру био смењен с дужности након покушаја да упозори на могућу опасност којој би због превелике раширености фронта могла бити изложена 6. армија и 4. тенковска армија. Већ у септембру совјетска "Ставка" (високо заповедништво) је почела планирање серије противофанзивних операција које би уништиле немачке снаге на југу и окренуле ток ратовања. Заповедништво совјетских снага за ослобођење Стаљинграда је дано генералу Александру Васиљевском.
"Ставка" је осмислила две главне операције које ће бити предузете против војних снага Сила Осовине у близини Стаљинграда, "Уран" и "Сатурн", а у плану је била и операција "Марс" намењена нападу на групу армија Центар с циљем ометања брзог доласка појачања и изазивању што већих губитака. Операција "Уран" је укључивала кориштење великих совјетских механизованих и пешачких снага како би окружили немачке снаге и снаге њених савезника смештених око Стаљинграда. Полазне точке напада су позициониране на растегнутим местима на фронту, иза леђа Шесте армије, смањујући могућност појачавања тог сектора, јер су на тим местима немачке снаге биле превише растегнуте да би га квалитетно окупирале. Офанзива је била изведена у обухватној тактици; совјетске механизоване снаге би пенетрирале дубоко у немачку позадину, док би други напад био направљен ближе немачкој Шестој армији с циљем напада немачких јединица директно с леђа. Док се Црвена армија припремала, немачки војни врх је био убеђен да Црвена армија, ојачавајући се насупрот немачке Групе армија Центар на северу, није у могућности да изведе симултану офанзиву на југу и наставио је да негира могућност такве офанзиве.

## Упоређење војне силе

### Војска Сила Осовине
Операција Случај Плаво је укључивала немачке и остале снаге Сила Осовине раштрканих на фронту ширине око 480 км и дубине од неколико хиљада километара, а одлуком да се освоји Стаљинград развучене снаге су постале још раштрканије. На пример, почетком јула 6. армија је бранила 160 км прве црте, док је истовремено учествовала у офанзиви која је укључивала помак прве линије за 400 км. Група армија Б, која је издвојена из Групе армија Југ (снаге које су дејствовале око Кавказа су назване Група армија А) је на папиру деловала снажно; укључивала је Другу и Шесту армију, Четврту тенковску, Четврту и Трећу румунску армију, Осму италијанску и Другу мађарску армију. Група армија Б је имала 48. тенковски корпус, који је био снаге ослабљене тенковске дивизије и једну пешачку дивизију као резерву. Већи део немачких бокова су држале надолазеће не-немачке армије, док су немачке снаге кориштене за наставак офанзивне операције у Стаљинграду и на Кавказу.
Иако је Адолф Хитлер имао поверења у могућности и снагу не-немачких војних јединица које су штитиле немачке бокове, у стварности те јединице су биле опремљене застарелом војном техником и с артиљеријом које су вукле коњске запреге и биле су немотивисане за борбу за туђе циљеве. Прва румунска оклопна дивизија је била опремљена с око 100 чешких тенкова Панцера 35(т), наоружаних с 37 мм топом који је био неефикасан против оклопа совјетских Т-34. Исто као и тенкови, њихови 3,7 цм ПаК 36 протутенковски топови су били застарели и често у недостатку граната. Након много поновљених захтева Немци су послали румунским јединицама 7,5 cm ПаК 40 топове; шест топова по дивизији. Јединице с овим топовима су биле раштркане у велике секторе на фронту. На пример, Трећа румунска армија је окупирала линију дугу 140 км, док је Четврта румунска армија штитила линију дуљине 270 км. Италијани и Мађари су били позиционирани на реци Дон, западније од Треће румунске армије, али немачки заповедници нису превише веровали у борбене способности тих јединица. Италијански војници нису били особито поштовани од стране својих савезника, али њихова неефикасност у борби је била изражена због застарелог наоружања и слабе опремљености. Оружје италијанских војника је било веома лоше квалитете: готово нису имали противтенковско наоружање, ручне гранате би ретко детонирале, хваљене висококвалитетне италијанске јуришне пушке су биле изузетно ретке, а минобацачи и пољска артиљерија није била адекватна. Пушке и митраљези требало је да буду загрејани како би правилно функционисали у екстремним климатским условима и често су били неупотребљиви усред битке.
Генерално гледано, немачке снаге нису биле у много бољем стању. Биле су исцрпљене због вишемесечних борби с Црвеном армијом и док је Ставка доводила нове, свеже армије, немачки војни врх је одлучио да задржи и обнавља постојеће механизоване јединице. Штавише, током одвијања немачке офанзиве између маја и новембра 1942, две моторизоване дивизије, елитне 1. СС оклопне дивизије и Гросдојчланд су премештене из Групе армија А на запад, како би учествовали као механизоване резерве у случају савезничке инвазије у Француској. 6. армија је претрпела велике губитке током борби у Стаљинграду. У неким случајевима опрема немачких јединица, као што је 22. тенковска дивизија, није била ништа боља од оне коју је имала Прва румунска оклопна дивизија. Немачке формације су такође биле прераширене на фронту; на пример, 9. армијски корпус је требало да брани око 100 км дуг фронт.

### Црвена армија
Црвена армија је за надолазећу офанзиву обезбедила око 1.100.000 војника, 804 тенка, 13.400 артиљеријског наоружања и више од 1000 авиона. Насупрот Трећој румунској армији, Совјети су сместили 5. тенковску армију и 21. и 65. армију како би пробили и разбили немачке бокове. Немачки јужни бок требало је да пробију Стаљинградска 51. и 57. армија, вођена 13. и 4. механизованим корпусом; требало је да се пробију кроз сектор који је држала Четврта румунска армија и споје се с 5. тенковском армијом у близини града Калача. Укупно, Совјети су скупили 11 армија и много различитих независних тенковских бригада и корпуса. Но, припреме за офанзиву су биле далеко од савршених; на дан 8. новембра, Ставка је издала наређење за одгоду почетка операције зато што су кашњења у транспорту спречиле многе јединице да буду помакнуте на планирана полазишна места напада. У међувремену, јединице на првој црти су прошле кроз бројне "ратне игре" како би извежбале одбијање непријатељских противнапада и заштиту од пробоја механизованих јединица. Ова кретања јединица су била маскирана кроз разне лажне кампање, укључујући смањивање радијског промета, камуфлажа, држањем операције у тајности користећи курире за комуникацију уместо радија којег је могуће прислушкивати и разним преварама као нпр. повећање активности јединица око Москве како би се одвратила непријатељева пажња. Јединицама је наређено да изграде одбрамбене фортификације, како би оставили лажан утисак на Немце, а постављани су и лажни мостови како би одвратили пажњу од правих који су саграђени преко реке Дон. Црвена армија је и зауставила нападе на Армијску Групу "Центар" и поставила лажне фортификације како би навела на идеју да ће главне офанзивне операције против немачких снага бити усмерене на средиште Совјетског Савеза, односно из смера Москве.
Совјетске јединице у Стаљинграду су биле предмет тешког бомбардовања, што је додатно отежало мобилизацију. Око 38 инжењерских бојни размештених по првој линији је било задужено за опскрбљивање јединица стрељивом, особљем и тенковима преко реке Волге истовремено преузевши делимичну улогу извиђања дуж делова фронта на којем су биле планиране продорне точке надолазеће офанзиве. У три недеље Црвена армија је транспортирала око 111.000 војника, 420 тенкова и 556 комада артиљерије преко реке Волге.
Дана 17. новембра Васиљевски је био позван у Москву, где му је показано писмо које је Генерал Волски, заповедник 4. механизованог корпуса написао Стаљину у којем тражи одгоду почетка офанзиве. Волски је веровао да је офанзива осуђена на неуспех због стања јединица које су задужене за извођење операције; предложио је одустајање од операције и њено целовито редизајнирање. Много совјетских војника није имало зимске одеће и многи су умрли на руској зими, "због неодговарајућег става њихових заповедника". Иако су совјетски обавештајци покушали да прикупе што више информација о стању и бројности немачких снага и њених савезника, није било много информација о стању немачке Шесте армије. Совјетски заповедници предвођени Васиљевским су се сложили да офанзива неће бити отказана, а Стаљин је лично "ућуткао" Волског који је одлучио да учествује у операцији ако му тако буде наређено.

## Совјетска офанзива
Операција Уран, одгођена за 17. новембар, је поново била помакнута за два дана када је генералу Георгију Жукову речено да ваздушне снаге које би требало да учествују у операцији нису спремне. Операција је коначно започела 19. новембра. Поручник Герхард Стек је примио позив тог јутра с информацијом о надолазећем нападу који ће кренути након 5:00 часова тог јутра. Но, зато што је позив стигао после 5, није желео да прослиједи информацију о лажном аларму генералу Артуру Шмиту због чега румунске јединице нису биле обавештене. Иако су совјетски заповедници предложили прескакање бомбардовања због лоше видљивости изазване густом маглом, оно је ипак изведено према плану. У 07:20 према московском времену (05:20 према немачком времену) заповедници артиљерије су примили кодну реч сирена започевши 80-минутно бомбардовање усмерено готово у целости на не-немачке јединице које су штитиле немачке бокове. Око 3500 топова отворило је ватру на Трећу румунску армију, на северном боку немачке Шесте армије. Иако је густа магла онемогућила совјетској артиљерији исправке својих циљева, недеље припрема су им омогућиле да ефикасно гађају непријатељске циљеве дуж фронта. Совјетска тешка артиљерија је циљала румунске артиљеријске положаје. Ефекат је био разарајућ, пресечене су комуникационе линије, а депонији стрељива уништени. Много румунских војника који су преживели бомбардовање су кренули да беже у позадину.

### Против Треће румунске армије: 19. новембар
Напад на Трећу румунску армију је започео у 08:50, предвођен 21. и 65. совјетском армијом и 5. тенковском армијом. Прва два напада су одбијена од стране румунских снага. Тешко бомбардовање је совјетском оклопу у ствари отежало кретање кроз минска поља и разрован терен. Међутим, мањак тешког противтенковског наоружања је узроковао распад румунске одбране; 4. тенковски корпус и 3. корпус стражарске коњице су до поднева пробили линију. Убрзо након тога је и 5. тенковска армија обезбедила пробој кроз Други румунски корпус, а пратио ју је 8. коњички корпус. Како је совјетски оклоп уз помоћ компаса наставио да напредује кроз маглу, освајајући румунске и немачке артиљеријске положаје, три румунске дивизије су кренуле у повлачење. Након примитка вести о совјетском нападу, штаб Шесте армије није успео да нареди 16. и 24. тенковској дивизији, од пре ангажованим у Стаљинграду, да се окрене и подупре румунску одбрану; уместо њима, задатак је дан ослабљеном и лоше опремљеном 48. тенковском корпусу.
48. тенковски корпус је имао мање од 100 спремних модерних тенкова за борбу против руског оклопа. Били су и у несташици горива, па је мањак тенкова натерао заповеднике да организују тенковске посаде у пешачке јединице. Део корпуса, 22. тенковска дивизија, је у борбама које су уследиле готово у потпуности уништена. Ушла је у борбу с 30 исправних тенкова, а из ње изашла с неколико преживелих тенковских посада. Румунска 1. оклопна дивизија, припојена 48. тенковском корпусу је водила битку са совјетским 26. тенковским корпусом након што је изгубила комуникациону везу са својим заповедништвом корпуса и побеђена је до 20. новембра. Како су Совјети наставили да напредују према југу, много совјетских тенковских посада је почело да осећа последице јачања мећаве, која је деловала на људе и опрему, блокирајући визоре. Но, мећава је исто тако додатно отежала координацију и немачким снагама.
Трећа румунска армија је до краја 19. новембра била окружена. Совјетска 21. армија и 5. тенковска армија су заробиле око 27.000 румунских војника, главне три дивизије и наставиле своје напредовање на југ. Совјетске моторизоване јединице су кориштене за иницирање пробоја, прекидањем комуникације између Румуна и италијанске 8. армије, блокирајући могуће противнападе на совјетске бокове. Док су Црвене ваздушне снаге митраљеском ватром засуле румунске војнике у повлачењу, Луфтвафе је пружала занемарив отпор. Повлачење 1. румунске моторизоване дивизије, оригинално позициониране на боку немачке 376. пешачке дивизије је омогућило 65. армији да заобиђе немачку одбрану. И док су немачке снаге започеле с отпором при крају дана, с југа је кренуо још један напад на бок Шесте армије.

### Против немачког јужног бока: 20. новембра
Рано ујутру 20. новембра Ставка је телефоном контактирала заповедника Стаљинградског фронта Андреја Јерменка с упитом да ли ће започети свој део офанзиве на време, у 8:00 како је планирано. Одговорио је да ће то учинити само ако се магла подигне. Иако је 51. армија отворила артиљеријску баражну ватру на време, зато што штаб није могао да контактира дивизију, остатак снага припремљених за операцију добила су наређење да одложе напад за 10:00 часова. Совјетска 51. армија кренула је у напад на румунски 6. корпус, заробивши много румунских војника. Како се 57. армија придружила нападу у 10:00, даљи развој напада омогућио је Стаљинградском фронту да у борбу убаци своје оклопне корпусе. Немачка 297. пешачка дивизија посматрала је како њена румунска потпора не успева да се одупре нападу Црвене армије.
Немци су реаговали брзо, допремајући своју једину резерву на том подручју, 29. противтенковску дивизију. Упркос почетним победама над совјетским оклопним снагама, распад румунске одбране натерао је дивизију да се поново премести у настојању да припомогне одбрани на југу. Противнапад 29. противтенковске дивизије коштао је Црвену армију око 50 тенкова и забринуо совјетске заповеднике за безбедност њиховог левог бока. Међутим, премештај немачке дивизије је значио да је до краја дана само 6. румунска коњичка пуковнија стајала између совјетских снага и реке Дон.

### Наставак операције: 20–23. новембар
Док је Стаљинградски фронт покретао свој напад 20. новембра, 65. совјетска армија је наставила притисак на немачки 11. корпус дуж северног бока немачке Шесте армије. Четврти тенковски корпус Црвене армије напредовао је иза леђа немачког 11. корпуса, док је 3. стражарски коњички корпус напао задње редове немачког корпуса. Немачка 376. пешачка и аустријска 44. пешачка дивизија су започеле размештај својих снага дуж совјетских бокова, али су биле у несташици горива што их је знатно успорило. Остатак тенковске пуковније 14. тенковске дивизије уништио је пуковнију совјетског 3. стражарског коњичког корпуса која је напала с бока, али је њихово противтенковска артиљерија претрпела велике губитке приликом совјетског продора. До краја дана совјетски 1. тенковски корпус је натерао 48. тенковски корпус на повлачење, док је совјетски 26. тенковски корпус заузео град Перелазовски, готово 130 км северозападно од Стаљинграда.
Офанзива Црвене армије је настављена и 21. новембра, са снагама Стаљинградског фронта које су се пробиле у дубини од готово 50 километара. До тада остатак румунских јединица на северу је био уништен у изолованим борбама, док је Црвена армија почела нападе на бокове немачке 4. тенковске и 6. армије. Немачка 22. тенковска дивизија, упркос покушајима кратког противнапада била је смањена на величину мало веће од тенковске сатније и натерана на повлачење према југозападу. Совјетски 26. тенковски корпус, уништивши велик део румунске 1. оклопне дивизије је наставио своје напредовање према југоистоку, избегавајући борбе с непријатељима који су остали у њиховој позадини, иако су остаци румунског 5. корпуса могли да се реорганизују и бране уз наду да ће добити помоћ 48. тенковског корпуса. Тог дана је генерал Фридрих Паулус, заповедник Шесте армије, добио извештаје да су Совјети на удаљености мањој од 40 км од његовог штаба, осим тога, више није било јединица које су могле да се супротставе совјетском напредовању. На југу је након краћег застоја совјетски 4. механизовани корпус наставио своје напредовање према северу, ослободивши притом неколико градова у том подручју од немачке окупације. Како су се немачке снаге у околици Стаљинграда нашле под окружењем, уместо да допусти Шестој армији да покуша да изврши пробој обруча, Хитлер је наредио јединицама у том подручју да успоставе "одбрану из свих смерова" и организују снаге између реке Волге и Дона као "утврду Стаљинграда". 6. армија и друге јединице Сила Осовине, већи део 4. тенковске армије нашли су се у окружењу Црвене армије. Само је 16. противтенковска дивизија започела с борбама за излазак из обруча. Због мањка координације између совјетских тенкова и пешадије велик део Четврте румунске армије успео је да се спаси од уништења.
На дан 22. новембра совјетске су снаге започеле с преласком реке Дон и наставиле напредовање према граду Калачу. Немачке снаге које су браниле град, већином састављене од особља за снабдевање и одржавање опреме, није било свесно совјетске офанзиве све до 21. новембра, а ни тада нису знали колика је јачина Црвене армије која се приближава граду. Задатак запоседања моста у граду био је додељен совјетском 26. тенковском корпусу, који је користио два заробљена немачка тенка и возило за извиђање како би се приближио граду и савладао неспремне чуваре. Совјетске снаге ушле су у град до средине преподнева и истерале немачке снаге, што је њима и 4. тенковском корпусу омогућило спајање с 4. механизованим корпусом који се приближавао с југа. Окружење немачких снага у Стаљинграду је било готово 22. новембра 1942. године. Тога дана совјетске формације су такође наставиле борбу с џеповима румунског отпора, као што је био отпор румунског 5. корпуса.
Борбе су настављене и 23. новембра како су Немци покушали с узалудним локалним противнападом како би пробили обруч. Од тог дана снаге Сила Осовине које су се нашле у окружењу помакле су се на исток према Стаљинграду како би избегле совјетске тенкове, док су снаге које су успеле да побегну из обруча наставиле с напредовањем на запад, према немачким снагама.

## Последице
Током операције Уран заробљено је између 250.000 и 300.000 војника Сила Осовине унутар простора који се протеже 50 км од истока до запада и 40 км од севера до југа. Џеп је садржавао четири пешадијска корпуса, тенковски корпус који припада Четвртој тенковској и Шестој армији и делове две румунске дивизије, хрватску пешачку пуковнију и остале стручне јединице. Заробљена опрема је укључивала око 100 тенкова, 2000 комада артиљеријског наоружања и минобацача и 10.000 камиона. Приликом повлачења према Стаљинграду је остављено много опреме, а тешко наоружање је уништено и остављено уз путеве. Мостови који премошћују реку Дон су били у саобраћајном застоју због војника који су се ужурбано кретали према истоку по веома хладном времену, настојећи да побегну совјетским оклопним снагама и пешадији које би им могле пресећи пут према граду. Много озлеђених војника је прегажено у тој збрци, а многи који су покушали да пређу на другу страну реке ходајући по залеђеној површини би пропали кроз лед и утопили се. Гладни војници су попунили руска села у потрази за храном, а многа складишта и куће су била опљачкана у потрази за лименкама хране. Задњи борци су прешли преко реке Дон до 24. новембра и уништили мост како би запечатили напредовање Совјета према Стаљинграду.
6. армија, у средишту хаоса је започела с изградњом одбрамбених линија, отежаном због недостатка горива, стрељива и намирница и оптерећени надолазећом руском зимом. Такође је требало да попуни рупе у линији проузроковане распадом румунских снага. На дан 23. новембра, неке немачке јединице су уништиле или запалиле све што није било потребно за покушаје пробоја и започеле су своје повлачење према северном дијелу Стаљинграда. Међутим, након што су Немци напустили своје зимске бункере, совјетска 62. армија је била у могућности да уништи немачку 94. пешадијску дивизију на отвореном фронту; преживели припадници те дивизије су припојени 16. и 24. тенковској дивизији. Иако су немачки војни заповедници имали мишљење да би опкољене снаге Вермахта требало да пробију обруч, између 23. и 24. новембра Хитлер је одлучио да уместо тога држи садашње позиције и покуша с опскрбљивањем Шесте армије из ваздуха. Јединицама заточенима у Стаљинграду би требало најмање 680 тона залиха по дану, количину коју ослабљени Луфтвафе није био у могућности да допреми. Осим тога, оживљено ваздухопловство Црвене армије је било велика претња немачким авионима у покушајима прелетања обруча. Иако је до децембра Луфтвафе појачан с флотом од око 500 авиона, тај број је и даље био недовољан да квалитетно опскрби Шесту армију и делове Четврте тенковске армије с потребним залихама. Током прве половице децембра 6. армија је добила мање од 20% својих дневних потреба.
У међувремену, Црвена армија је ојачала свој спољни обруч с намером да уништи окружене немачке јединице. Совјетске армије би напале немачке јединице на истоку и западу, с циљем да разбије немачке јединице у мање групе. Те заповести су почеле да се извршавају 24. новембра и требало је да буду извршене без великих прегруписавања или покретања резерви. Спољни обруч је био дебљине око 320 км, иако је само три четвртине те удаљености збиља било покривено совјетским јединицама; удаљеност између унутрашњег и спољног обруча је била око 16 км. Совјетски војни врх је започео планирање за Операцију Сатурн, којој је циљ био уништавање италијанске Осме армије и одсецање немачких снага на Кавказу. Совјетска Ставка је планирала почетак операције Сатурн око 10. децембра.
Немачке снаге у том подручју су од тада биле одвојене у ново створену Групу армија Дон, а заповедништво над новом формацијом је дана генералу Ериху фон Манштајну. Група армија Дон састојала се од окружене Четврте тенковске армије, Шесте армије и Треће и Четврте румунске армије. Иако је ситуација изгледала туробно за Немце, након краја Операције Уран је уследио тренутак релативног затишја. Немачке и совјетске снаге су кренуле у планирање својих следећих потеза.